# هانس هولت
هانس هولت (بالألمانية: Hans Holt)‏ (و. 1909 – 2001 م) هو كاتب سيناريو، وممثل مسرحي، وممثل أفلام، وكاتب نمساوي، ولد في فيينا، توفي عن عمر يناهز 92 عاماً.

## التعليم
تعلم في جامعة الموسيقى والفنون التعبيرية في فيينا.

## جوائز
حصل على جوائز منها:
- ميدالية كاينز  [لغات أخرى]‏.

## وصلات خارجية
- هانس هولت على موقع IMDb (الإنجليزية)
- هانس هولت على موقع مونزينجر (الألمانية)
- هانس هولت على موقع ألو سيني (الفرنسية)
- هانس هولت على موقع ميوزك برينز (الإنجليزية)
- هانس هولت على موقع أول موفي (الإنجليزية)
- هانس هولت على موقع قاعدة بيانات الأفلام السويدية (السويدية)
- هانس هولت على موقع ديسكوغز (الإنجليزية)
- هانس هولت على موقع قاعدة بيانات الفيلم (الإنجليزية)
- هانس هولت على موقع كينوبويسك (الروسية)